# سامو أوموروديون
صامويل «سامو» أوموروديون أغيهوا (بالإسبانية: Samuel "Samu" Omorodion Aghehowa؛ مواليد 5 مايو 2004) هو لاعب كرة قدم إسباني محترف يلعب كمهاجم مع نادي أتلتيكو مدريد في الدوري الإسباني.

## الإنجازات
الفردية
- لعبة الشهر في الدوري الاسباني: فبراير 2024 (مع ألكس سولا)[2]

## وصلات خارجية
- سامو أوموروديون على موقع الاتحاد الأوربي (الإنجليزية)
- سامو أوموروديون على موقع قاعدة بيانات كرة القدم.إي يو (الإنجليزية)
- سامو أوموروديون على موقع ليكيب (الفرنسية)
- سامو أوموروديون على موقع Soccerway.com (الإنجليزية)